# Mesoscia
Mesoscia is een geslacht van vlinders van de familie Megalopygidae.

## Soorten
- M. anguilinea Schaus, 1912
- M. aspersa Dognin, 1922
- M. dumilla Dyar, 1913
- M. dyari Schaus, 1912
- M. eriophora (Sepp, 1848)
- M. guttifascia (Walker, 1856)
- M. itatiayae Hopp, 1927
- M. latifera Walker, 1869
- M. lorna Schaus, 1905
- M. pascora Schaus, 1900
- M. procera Hopp, 1930
- M. pusilla (Stoll, 1782)
- M. terminata Schaus, 1905
- M. unifascia (Dognin, 1923)